# Pol Cruchten
Pol Cruchten   (Pétange, 30 de juliol de 1963 - La Rochelle, 3 de juliol de 2019) va ser un guionista, productor i director de cinema luxemburguès.

## Biografia
Va seguir cursos de l'Escola de Graduats d'Estudis Cinematogràfics a París en la secció d'implementació. El 1992 va dirigir la seva primera pel·lícula Hochzäitsnuecht amb els actors Myriam Muller i Thierry Van Werveke. Aquesta pel·lícula rodada en luxemburguès, va ser guardonada el 1993 amb el Max Ophüls Preis. Philippe Leotard interpreta un dels papers de la pel·lícula Black Dju realitzada per Cruchten el 1994. Durant l'any 2001, va fer als Estats Units la pel·lícula Boys on the Run amb Ron Perlman com el principal actor. El 2005 es va fer la pel·lícula Perl oder Pica, basada en un llibre de l'autor de Luxemburg Jhemp Hoscheit.

## Filmografia
- 1988: Somewhere in Europe
- 1989: Il était une fois Luxembourg
- 1992: Hochzäitsnuecht
- 1994: Sniper
- 1996: Black Dju
- 2001: Boys on the Run
- 2006: Perl oder Pica
- 2012: Never Die Young
- 2013: Les brigands